# Frano Botica
Frano Botica (3. kolovoza, 1963. Mangakino, Novi Zeland)  bivši je novozelandski ragbijaš hrvatskog podrijetla. Igrao je ragbi po pravilima Ragbijske unije (Rugby Uniona) i Rugby Leaguea. Nastupao je za novozelandski North Harbour Rugby Union i engleski Wigan Warriors. U reprezentativnim nastupima, igrao je za Novi Zeland pod krovom organizacija "New Zealand Rugby Union" i "New Zealand Rugby League" .

## Karijera
Botica je bio u samom vrhu od 1984. do 2001., kada se, u svojim kasnim 30-ima, ponovno pojavio u nacionalnom provincijskom prvenstvu s klubom "North Harbourom". Dotad je osvojio naslove i po pravilima Ragbijske unije i Rugby Leaguea. Igrao je za dvije izabrane vrste, a bio je i novozelandske izabrane postave koja je uspjela postići rijetku pobjedu nad Australcima. Botica je ušao u NPC u prvoj sezoni kad je "North Harbour" bio osnovan 1985. Njegov nastup u najvišim razredima je bio 1984., kada je još igrao za "Auckland uniona". Tada je bio izabran kao 20-godišnjak za unutarnju turneju New Zealand Coltsa.
17 godina kasnije, dok je još bio u samom vrhu, Botica je pokazivao samo male znakove igračkog starenja. Većina njegovih pojavljivanja za "Harbour NPC" 2001. su bila ranije, u drugoj izmjeni s klupe za pričuve. Botica je proveo dosta godina izvan Novog Zelanda, posebice nakon što je prešao na igranje po pravilima Rugby Leaguea 1990. Ipak, dotad je skupio 88 utakmica za "Harbour". I tijekom 2001., još uvijek se pojavljivao kao igrač, dok je igrač njegovog naraštaja i njegov veliki protivnik Grant Fox bio već treću sezonu dijelom trenerskog osoblja u "Auckland NPC-u". Loša sreća je bila u tempiranju, kako za Boticu, tako i za nacionalni ragbi, iz razloga što je Botica bio na svom vrhuncu u isto vrijeme kao i velika igračka zvijezda Grant Fox. Ipak, uspio je doći do značajnih uspjeha i jubilarnih rezultata. Nakon što je bio dijelom nacionalne momčadi "Baby Blacksa" 1986., već idućih sezona je bio dijelom prve postave, "All Blacksa" 1987., 1988. i 1989., unatoč tome što ga je Foxova nazočnost ograničila na samo 7 susreta, od kojih je 6 bilo u njegovoj prvoj sezoni kad je postao novozelandski igrač godine.
Na njegovu nesreću, za vrijeme dok je Botica bio igrao Novi Zeland, pravila zamjene igrača nisu bila tako fleksibilna, kao što je bio slučaj poslije, a to se posebice vidjelo kad je šport postao profesionalnim. U suprotnom, Botica je bio izglednim kandidatom za zamjenu s klupe dok je Fox bio prvim izborom. Iako je bilo nesporno davati prednost Foxu zbog njegovog vrhunskog pucanja, uvelike se žalilo što se Botici nije dali sudjelovati niti sekunde na SP-u 1987.

Kad su sastavi i lige koje su igrale po pravilima Ragbijske unije, Botica se vratio ragbiju 15, igravši za velški klub Llanelli Scarlets, a poslije je igrao u Francuskoj za Biarritz olympique Pays basque i Union sportive Tours rugby (2001.).

Pretkraj '90-tih, zaigrao je za Hrvatsku u izlučnom susretu za sudjelovanje na svjetskom prvenstvu.

## Vanjske poveznice
- All Blacks  Arhivirana inačica izvorne stranice od 20. listopada 2007. (Wayback Machine) Igrački profil